# Winter-Asienspiele 2025/Teilnehmer (Volksrepublik China)
| Gelbes Symbol für Goldmedaillen mit stilisierten Olympischen Ringen | Graues Symbol für Silbermedaillen mit stilisierten Olympischen Ringen | Braundes Symbol für Bronzemedaillen mit stilisierten Olympischen Ringen |
| ------------------------------------------------------------------- | --------------------------------------------------------------------- | ----------------------------------------------------------------------- |
| 31                                                                  | 26                                                                    | 22                                                                      |

Die Volksrepublik China nimmt als Gastgeber an den Winter-Asienspiele 2025 in Harbin teil.

## Medaillen

### Medaillenspiegel
| Rang   | Sportart       | Gold | Silber | Bronze | Gesamt |
| ------ | -------------- | ---- | ------ | ------ | ------ |
| 1      | Eisschnelllauf | 11   | 5      | 5      | 21     |
| 2      | Biathlon       | 1    | 1      | 4      | 6      |
| 3      | Curling        | —    | 1      | 2      | 3      |
| 4      | Eiskunstlauf   | —    | 1      | —      | 1      |
| 5      | Eishockey      | —    | —      | 1      | 1      |
| Gesamt | Gesamt         | 31   | 26     | 22     | 79     |

### Medaillengewinner
| Name/n | Sportart       | Wettkampf             |
| --- | -------------- | --------------------- |
| Gold |                |                       |
| Chu Yuanmeng Meng Fanqi Tang Jialin Wen Ying | Biathlon       | 4 × 6 km Staffel      |
| Han Mei | Eisschnelllauf | 100 m                 |
| Han Mei | Eisschnelllauf | 1500 m                |
| Yang Binyu | Eisschnelllauf | 3000 m                |
| Ahenaer Adake Han Mei Yang Binyu | Eisschnelllauf | Mannschaftsverfolgung |
| Gao Tingyu | Eisschnelllauf | 100 m                 |
| Gao Tingyu | Eisschnelllauf | 500 m                 |
| Ning Zhongyan | Eisschnelllauf | 1000 m                |
| Ning Zhongyan | Eisschnelllauf | 1500 m                |
| Wu Yu | Eisschnelllauf | 5000 m                |
| Hanahati Muhamaiti Liu Hanbin Wu Yu | Eisschnelllauf | Mannschaftsverfolgung |
| Gao Tingyu Lian Ziwen Ning Zhongyan | Eisschnelllauf | Teamsprint            |
| Silber |                |                       |
| Meng Fanqi | Biathlon       | 7,5 km Sprint         |
| Han Mei | Eisschnelllauf | 3000 m                |
| Yin Qi | Eisschnelllauf | 1000 m                |
| Liu Hanbin | Eisschnelllauf | 5000 m                |
| Yan Binyu | Eisschnelllauf | 1500 m                |
| Han Mei Tian Ruining Yu Shihui | Eisschnelllauf | Teamsprint            |
| Bronze |                |                       |
| Tang Jialin | Biathlon       | 7,5 km Sprint         |
| Gu Cang | Biathlon       | 10 km Sprint          |
| Gu Cang Hu Weiyao Song Chen Yan Xingyuan | Biathlon       | 4 × 7,5 km Staffel    |
| Du Sijia Fang Xin Gao Ziye Guan Yingying Hu Jiayi Kong Minghui Lai Guimin Li Qianhua Li Yiming Liu Chunshuang Liu Siyang Qu Yue Wang Jiaxin Wang Yuqing Wen Lu Wu Sijia Yang Jinglei Yu Baiwei Zhang Biyang Zhang Mengying Zhao Qinan Zhao Ziyu Zhu Rui | Eishockey      | Frauen                |
| Tian Ruining | Eisschnelllauf | 500 m                 |
| Yin Qi | Eisschnelllauf | 1500 m                |
| Tai Zhien | Eisschnelllauf | 3000 m                |
| Lian Ziwen | Eisschnelllauf | 1000 m                |
| Hanahati Muhamaiti | Eisschnelllauf | 5000 m                |

## Teilnehmer nach Sportarten

### Biathlon
| Athleten                                     | Wettbewerbe        | Zeit        | Fehler  | Rang   |
| -------------------------------------------- | ------------------ | ----------- | ------- | ------ |
| Frauen                                       |                    |             |         |        |
| Meng Fanqi                                   | 7,5 km Sprint      | 22:47,8 min | 1 (0+1) | Silber |
| Chu Yuanmeng                                 | 7,5 km Sprint      | 23:18,4 min | 1 (1+0) | 6      |
| Tang Jialin                                  | 7,5 km Sprint      | 23:01,0 min | 1 (0+1) | Bronze |
| Yang Lianhong                                | 7,5 km Sprint      | 24:01,3 min | 2 (0+2) | 9      |
| Chu Yuanmeng Meng Fanqi Tang Jialin Wen Ying | 4 × 6 km Staffel   | 1:29:06,3   | 3+11    | Gold   |
| Männer                                       |                    |             |         |        |
| Gu Cang                                      | 10 km Sprint       | 30:17,1 min | 1 (0+1) | Bronze |
| Hu Weiyao                                    | 10 km Sprint       | 32:02,3 min | 3 (1+2) | 11     |
| Song Chen                                    | 10 km Sprint       | 32:27,3 min | 5 (3+2) | 14     |
| Yan Xingyuan                                 | 10 km Sprint       | 30:18,0 min | 3 (1+2) | 4      |
| Gu Cang Hu Weiyao Song Chen Yan Xingyuan     | 4 × 7,5 km Staffel | 1:25:32,7   | 4+12    | Bronze |

### Curling
| Wettbewerb              | Männer                                                                       | Frauen | Mixed-Doppel                                                                      |
| ----------------------- | ---------------------------------------------------------------------------- | --- | --------------------------------------------------------------------------------- |
| Athleten                | Xu Xiaoming Fei Xueqing Wang Zhiyu Li Zhichao Ye Jianjun                     | Wang Rui Han Yu Dong Ziqi Jiang Jiayi Su Tingyu                                                                                     | Han Yu Wang Zhiyu                                                                 |
| Gruppenphase            | Hongkong (9:2) Saudi-Arabien (19:1) Katar (11:1) Thailand (16:1) Japan (8:5) | Thailand (19:1) Chinesisch Taipeh (14:2) Katar (14:0) Kasachstan (11:4) Hongkong (9:3) Südkorea (3:4) Philippinen (9:5) Japan (6:2) | Philippinen (9:6) Südkorea (6:4) Kasachstan (11:5) Kirgisistan (8:3) Katar (10:1) |
| Qualifikationsrunde     | —                                                                            | — | —                                                                                 |
| Halbfinale              | Philippinen (6:7)                                                            | Japan (5:2) | Südkorea (4:8)                                                                    |
| Finale/Spiel um Platz 3 | Hongkong (10:3)                                                              | Südkorea (2:7) | Philippinen (6:5)                                                                 |
| Rang                    | Bronze                                                                       | Silber | Bronze                                                                            |

### Eishockey
| Wettbewerb             | Männer |
| ---------------------- | --- |
| Athleten               | Chen Kailin Chen Shifeng Chen Zimeng Fu Rao Guo Jianing Han Yuhang Hou Yuyang Hu Haoran Steven Li Li Zhihao Liu Zihao Sun Zehao Wang Jing Xu Lang Xu Yan Juncheng Yu Jilong Zhang Jiaqi Zhang Pengfei Zhang Zesen Zheng Mingju Zhuang Xinyu Zong Hanming Zuo Tianyou |
| Gruppenphase           | Südkorea (5.6 i. V.) Kasachstan (1:6) Thailand (8:0) Chinesisch Taipeh (5:0) Japan (1:2) |
| Zwischenrunde          | — |
| Viertelfinale          | Chinesisch Taipeh (7:2) |
| Halbfinale             | Kasachstan (1:3) |
| Finale/Spiel um Bronze | Südkorea (2:5) |
| Rang                   | 4 |

| Wettbewerb | Frauen |
| ---------- | --- |
| Athleten   | Du Sijia Fang Xin Gao Ziye Guan Yingying Hu Jiayi Kong Minghui Lai Guimin Li Qianhua Li Yiming Liu Chunshuang Liu Siyang Qu Yue Wang Jiaxin Wang Yuqing Wen Lu Wu Sijia Yang Jinglei Yu Baiwei Zhang Biyang Zhang Mengying Zhao Qinan Zhao Ziyu Zhu Rui |
| Vorrunde   | — |
| Hauptrunde | Südkorea (2:1) Kasachstan (1:2) Japan (1:8) |
| Rang       | Bronze |

### Eiskunstlauf
| Athleten                | Wettbewerbe | Kurzprogramm/ Rhythmustanz | Kurzprogramm/ Rhythmustanz | Kür    | Kür  | Gesamt | Gesamt |
| Athleten                | Wettbewerbe | Punkte                     | Rang                       | Punkte | Rang | Punkte | Rang   |
| ----------------------- | ----------- | -------------------------- | -------------------------- | ------ | ---- | ------ | ------ |
| Frauen                  |             |                            |                            |        |      |        |        |
| An Xiangyi              | Einzel      | 62,96                      | 5                          | 98,75  | 8    | 161,71 | 6      |
| Zhu Yi                  | Einzel      | 62,90                      | 6                          | 105,96 | 5    | 168,86 | 5      |
| Männer                  |             |                            |                            |        |      |        |        |
| Chen Yudong             | Einzel      | 67,52                      | 7                          | 135,80 | 7    | 203,32 | 7      |
| Dai Daiwei              | Einzel      | 82,89                      | 3                          | 155,94 | 5    | 238,83 | 4      |
| Mixed                   |             |                            |                            |        |      |        |        |
| Wang Yuchen Zhu Lei     | Paarlauf    | 52,05                      | 5                          | 91,71  | 5    | 143,76 | 5      |
| Ren Junfei Xing Jianing | Eistanz     | 64,29                      | 2                          | 106,96 | 1    | 171,25 | Silber |
| Xiao Zixi He Linghao    | Eistanz     | 62,64                      | 4                          | 97,34  | 4    | 159,98 | 4      |

### Eisschnelllauf
| Athleten                            | Wettbewerb            | Zeit        | Rang   |
| ----------------------------------- | --------------------- | ----------- | ------ |
| Frauen                              |                       |             |        |
| Han Mei                             | 100 m                 | 1:15,85 min | Gold   |
| Han Mei                             | 1500 m                | 1:57,58 min | Gold   |
| Han Mei                             | 3000 m                | 4:09,06 min | Silber |
| Tian Ruining                        | 100 m                 | 10,52 s     | 4      |
| Tian Ruining                        | 500 m                 | 38,57 s     | Bronze |
| Wang Jingziqian                     | 100 m                 | 10,57 s     | 5      |
| Wang Jingziqian                     | 500 m                 | 38,87 s     | 4      |
| Xu Meng                             | 100 m                 | 10,827 s    | 12     |
| Xu Meng                             | 500 m                 | 39,20 s     | 9      |
| Xu Meng                             | 1000 m                | 1:19,50 min | 11     |
| Yu Shihui                           | 100 m                 | 10,70 s     | 6      |
| Yu Shihui                           | 500 m                 | 39,27 s     | 10     |
| Yu Shihui                           | 1000 m                | 1:23,92 min | 17     |
| Yin Qi                              | 1000 m                | 1:16,08 min | Silber |
| Yin Qi                              | 1500 m                | 1:58,09 min | Bronze |
| Ahenaer Adake                       | 1500 m                | 2:01,45 min | 11     |
| Tai Zhien                           | 3000 m                | 4:12,01 min | Bronze |
| Yang Binyu                          | 1500 m                | 1:58,06 min | Silber |
| Yang Binyu                          | 3000 m                | 4:08,54 min | Gold   |
| Yang Binyu                          | 3000 m                | 4:08,54 min | Gold   |
| Ahenaer Adake Han Mei Yang Binyu    | Mannschaftsverfolgung | 3:02,75 min | Gold   |
| Han Mei Tian Ruining Yu Shihui      | Teamsprint            | 1:28,85 min | Silber |
| Männer                              |                       |             |        |
| Du Haonan                           | 500 m                 | 35,49 s     | 11     |
| Du Haonan                           | 1000 m                | 1:11,62 min | 12     |
| Gao Tingyu                          | 100 m                 | 9,35 s      | Gold   |
| Gao Tingyu                          | 500 m                 | 34,95 s     | Gold   |
| Lian Ziwen                          | 100 m                 | 10,04 s     | 16     |
| Lian Ziwen                          | 500 m                 | 35,20 s     | 7      |
| Lian Ziwen                          | 1000 m                | 1:09,68 min | Bronze |
| Liu Bin                             | 100 m                 | 9,802 s     | 7      |
| Xue Zhiwen                          | 100 m                 | 9,71 s      | 6      |
| Xue Zhiwen                          | 500 m                 | 35,54 s     | 12     |
| Liu Hanbin                          | 1500 m                | 1:48,99 min | 5      |
| Liu Hanbin                          | 5000 m                | 6:29,93 min | Silber |
| Ning Zhongyan                       | 1000 m                | 1:08,81 min | Gold   |
| Ning Zhongyan                       | 1500 m                | 1:45,85 min | Gold   |
| Sun Chuanyi                         | 1500 m                | 1:51,24 min | 11     |
| Hanahati Muhamaiti                  | 5000 m                | 6:31,54 min | Bronze |
| Wu Yu                               | 5000 m                | 6:27,82 min | Gold   |
| Hanahati Muhamaiti Liu Hanbin Wu Yu | Mannschaftsverfolgung | 3:45,94 min | Gold   |
| Gao Tingyu Lian Ziwen Ning Zhongyan | Teamsprint            | 1:19,22 min | Gold   |

### Freestyle-Skiing
| Athleten      | Wettbewerbe | Qualifikation | Qualifikation | Finale | Finale | Rang |
| Athleten      | Wettbewerbe | Punkte        | Rang          | Punkte | Rang   | Rang |
| ------------- | ----------- | ------------- | ------------- | ------ | ------ | ---- |
| Frauen        |             |               |               |        |        |      |
| Gu Ailing     | Halfpipe    |               |               |        |        |      |
| Gu Ailing     | Slopestyle  |               |               |        |        |      |
| Gu Ailing     | Big air     |               |               |        |        |      |
| Han Linshan   | Slopestyle  |               |               |        |        |      |
| Han Linshan   | Big Air     |               |               |        |        |      |
| Liu Mengting  | Slopestyle  |               |               |        |        |      |
| Liu Mengting  | Big Air     |               |               |        |        |      |
| Yang Ruyi     | Slopestyle  |               |               |        |        |      |
| Yang Ruyi     | Big Air     |               |               |        |        |      |
| Zhang Kexin   | Halfpipe    |               |               |        |        |      |
| Männer        |             |               |               |        |        |      |
| Lin Hao       | Slopestyle  |               |               |        |        |      |
| Lin Hao       | Big Air     |               |               |        |        |      |
| Zhang Shihao  | Slopestyle  |               |               |        |        |      |
| Zhang Shihao  | Big Air     |               |               |        |        |      |
| Sheng Haipeng | Halfpipe    |               |               |        |        |      |
| Su Shuaibing  | Halfpipe    |               |               |        |        |      |
| Sun Jingbo    | Halfpipe    |               |               |        |        |      |

| Athleten                         | Wettbewerbe     | Qualifikation | Qualifikation | Qualifikation | Qualifikation | Finale  | Finale  | Finale  | Finale  | Finale  | Finale  | Rang |
| Athleten                         | Wettbewerbe     | Runde 1       | Runde 1       | Runde 2       | Runde 2       | Runde 1 | Runde 1 | Runde 2 | Runde 2 | Runde 3 | Runde 3 | Rang |
| Athleten                         | Wettbewerbe     | Punkte        | Rang          | Punkte        | Rang          | Punkte  | Rang    | Punkte  | Rang    | Punkte  | Rang    | Rang |
| -------------------------------- | --------------- | ------------- | ------------- | ------------- | ------------- | ------- | ------- | ------- | ------- | ------- | ------- | ---- |
| Frauen                           |                 |               |               |               |               |         |         |         |         |         |         |      |
| Chen Meiting                     | Aerials         |               |               |               |               |         |         |         |         |         |         |      |
| Chen Xuezheng                    | Aerials         |               |               |               |               |         |         |         |         |         |         |      |
| Xu Mengtao                       | Aerials         |               |               |               |               |         |         |         |         |         |         |      |
| Chen Meiting Wang Xue            | Aerials Synchro |               |               |               |               |         |         |         |         |         |         |      |
| Feng Junxi Xu Mengtao            | Aerials Synchro |               |               |               |               |         |         |         |         |         |         |      |
| Männer                           |                 |               |               |               |               |         |         |         |         |         |         |      |
| Li Xinpeng                       | Aerials         |               |               |               |               |         |         |         |         |         |         |      |
| Qi Guangpu                       | Aerials         |               |               |               |               |         |         |         |         |         |         |      |
| Yang Longxiao                    | Aerials         |               |               |               |               |         |         |         |         |         |         |      |
| Li Xinpeng Yang Yuheng           | Aerials Synchro |               |               |               |               |         |         |         |         |         |         |      |
| Geng Hu Qi Guangpu               | Aerials Synchro |               |               |               |               |         |         |         |         |         |         |      |
| Mixed                            |                 |               |               |               |               |         |         |         |         |         |         |      |
| Xu Mengtao Li Xinpeng Qi Guangpu | Aerials Team    |               |               |               |               |         |         |         |         |         |         |      |

### Shorttrack
| Athleten                                                                                 | Wettbewerb | Vorläufe     | Vorläufe | Viertelfinale | Viertelfinale | Halbfinale | Halbfinale | Finale A/B | Finale A/B | Rang |
| Athleten                                                                                 | Wettbewerb | Zeit         | Rang     | Zeit          | Rang          | Zeit       | Rang       | Zeit       | Rang       | Rang |
| ---------------------------------------------------------------------------------------- | ---------- | ------------ | -------- | ------------- | ------------- | ---------- | ---------- | ---------- | ---------- | ---- |
| Frauen                                                                                   |            |              |          |               |               |            |            |            |            |      |
| Fan Kexin                                                                                | 500 m      | 43,744 s     | 1        |               |               |            |            |            |            |      |
| Wang Xinran                                                                              | 500 m      | 44,103 s     | 1        |               |               |            |            |            |            |      |
| Zhang Chutong                                                                            | 500 m      | 43,759 s     | 1        |               |               |            |            |            |            |      |
| Zhang Chutong                                                                            | 1000 m     | 1:40,674 min | 1        |               |               |            |            |            |            |      |
| Gong Li                                                                                  | 1000 m     | 1:34,991 min | 1        |               |               |            |            |            |            |      |
| Gong Li                                                                                  | 1500 m     | 2:30,820 min | 1        |               |               |            |            |            |            |      |
| Yang Jingru                                                                              | 1000 m     | 1:35,107 min | 2        |               |               |            |            |            |            |      |
| Yang Jingru                                                                              | 1500 m     | 2:34,800 min | 1        |               |               |            |            |            |            |      |
| Zang Yize                                                                                | 1500 m     | 2:35,398 min | 2        |               |               |            |            |            |            |      |
| Fan Kexin Gong Li Wang Xinran Yang Jingru Zang Yize Zhang Chutong                        | Staffel    |              |          |               |               |            |            |            |            |      |
| Männer                                                                                   |            |              |          |               |               |            |            |            |            |      |
| Lin Xiaojun                                                                              | 500 m      | 41,337 s     | 1        |               |               |            |            |            |            |      |
| Lin Xiaojun                                                                              | 1000 m     | 1:30,879 min | 1        |               |               |            |            |            |            |      |
| Lin Xiaojun                                                                              |            |              |          |               |               |            |            |            |            |      |
| Liu Shaoang                                                                              | 500 m      | 41,326 s     | 1        |               |               |            |            |            |            |      |
| Liu Shaoang                                                                              | 1000 m     | 1:30,539 min | 1        |               |               |            |            |            |            |      |
| Liu Shaoang                                                                              |            |              |          |               |               |            |            |            |            |      |
| Sun Long                                                                                 | 500 m      | 41,107 s     | 1        |               |               |            |            |            |            |      |
| Sun Long                                                                                 | 1000 m     | 1:34,753 min | 1        |               |               |            |            |            |            |      |
| Sun Long                                                                                 |            |              |          |               |               |            |            |            |            |      |
| Lin Xiaojun Liu Shaoang Liu Shaolin Li Wenlong Sun Long Zhu Yiding                       | Staffel    |              |          |               |               |            |            |            |            |      |
| Mixed                                                                                    |            |              |          |               |               |            |            |            |            |      |
| Fan Kexin Gong Li Lin Xiaojun Liu Shaoang Liu Shaolin Sun Long Wang Xinran Zhang Chutong | Staffel    |              |          |               |               |            |            |            |            |      |

### Ski Alpin
| Athleten      | Wettbewerbe | 1. Lauf | 1. Lauf | 2. Lauf | 2. Lauf | Gesamt      | Gesamt |
| Athleten      | Wettbewerbe | Zeit    | Rang    | Zeit    | Rang    | Zeit        | Rang   |
| ------------- | ----------- | ------- | ------- | ------- | ------- | ----------- | ------ |
| Frauen        |             |         |         |         |         |             |        |
| Ding Jie      | Slalom      | 55,43 s | 14      | DSQ     | DSQ     | DSQ         | DSQ    |
| Ni Yueming    | Slalom      | 51,38 s | 9       | 50,50 s | 8       | 1:41,88 min | 8      |
| Zhang Guiyuan | Slalom      | 56,79 s | 17      | 53,37 s | 11      | 1:50,16 min | 12     |
| Zhang Yuying  | Slalom      | DSQ     | DSQ     | DSQ     | DSQ     | DSQ         | DSQ    |
| Männer        |             |         |         |         |         |             |        |
| Chao Xinbo    | Slalom      | 48,27 s | 9       | 47,98 s | 11      | 1.36,25 min | 9      |
| Li Jinyang    | Slalom      | 50,36 s | 16      | 50,59 s | 16      | 1:40,95 min | 15     |
| Liu Xiaochen  | Slalom      | 48,50 s | 10      | 47,05 s | 7       | 1:35,55 min | 7      |
| Sun Xinmiao   | Slalom      | 50,18 s | 15      | 49,19 s | 13      | 1:39,37 min | 13     |

### Skibergsteigen
| Athleten                | Wettbewerbe | Qualifikation | Qualifikation | Vorlauf | Vorlauf | Halbfinale | Halbfinale | Finale | Finale | Rang |
| Athleten                | Wettbewerbe | Zeit          | Rang          | Zeit    | Rang    | Zeit       | Rang       | Zeit   | Rang   | Rang |
| ----------------------- | ----------- | ------------- | ------------- | ------- | ------- | ---------- | ---------- | ------ | ------ | ---- |
| Frauen                  |             |               |               |         |         |            |            |        |        |      |
| Cidan Yuzhen            | Sprint      |               |               |         |         |            |            |        |        |      |
| Ji Lulu                 | Sprint      |               |               |         |         |            |            |        |        |      |
| Suolang Quzhen          | Sprint      |               |               |         |         |            |            |        |        |      |
| Yu Jingxuan             | Sprint      |               |               |         |         |            |            |        |        |      |
| Männer                  |             |               |               |         |         |            |            |        |        |      |
| Bi Yuxin                | Sprint      |               |               |         |         |            |            |        |        |      |
| Buluer                  | Sprint      |               |               |         |         |            |            |        |        |      |
| Liu Jianbin             | Sprint      |               |               |         |         |            |            |        |        |      |
| Zhang Chenghao          | Sprint      |               |               |         |         |            |            |        |        |      |
| Mixed                   |             |               |               |         |         |            |            |        |        |      |
| Cidan Yuzhen Bi Yuxin   | Staffel     |               |               | —       | —       | —          | —          |        |        |      |
| Suolang Quzhen Buluer   | Staffel     |               |               | —       | —       | —          | —          |        |        |      |
| Yu Jingxuan Liu Jianbin | Staffel     |               |               | —       | —       | —          | —          |        |        |      |

### Skilanglauf
| Athleten                                                | Wettbewerbe        | Zeit | Rang |
| ------------------------------------------------------- | ------------------ | ---- | ---- |
| Frauen                                                  |                    |      |      |
| Chen Lingshuang                                         | 5 km Freistil      |      |      |
| Chi Chunxue                                             | 5 km Freistil      |      |      |
| Dinigeer Yilamujiang                                    | 5 km Freistil      |      |      |
| Li Lei                                                  | 5 km Freistil      |      |      |
| Bayani Jialin Chen Lingshuang Chi Chunxue Meng Honglian | 4 × 6 km Staffel   |      |      |
| Männer                                                  |                    |      |      |
| Bao Lin                                                 | 10 km Freistil     |      |      |
| Ciren Zhandui                                           | 10 km Freistil     |      |      |
| Li Minglin                                              | 10 km Freistil     |      |      |
| Wang Qiang                                              | 10 km Freistil     |      |      |
| Chen Degen Ciren Zhandui Saimuhaer Sailike Wang Qiang   | 4 × 7,5 km Staffel |      |      |

| Athleten             | Wettbewerbe      | Qualifikation | Qualifikation | Viertelfinale | Viertelfinale | Halbfinale | Halbfinale | Finale | Finale | Rang |
| Athleten             | Wettbewerbe      | Zeit          | Rang          | Zeit          | Rang          | Zeit       | Rang       | Zeit   | Rang   | Rang |
| -------------------- | ---------------- | ------------- | ------------- | ------------- | ------------- | ---------- | ---------- | ------ | ------ | ---- |
| Frauen               |                  |               |               |               |               |            |            |        |        |      |
| Chen Lingshuang      | Sprint klassisch |               |               |               |               |            |            |        |        |      |
| Chi Chunxue          | Sprint klassisch |               |               |               |               |            |            |        |        |      |
| Dinigeer Yilamujiang | Sprint klassisch |               |               |               |               |            |            |        |        |      |
| Li Lei               | Sprint klassisch |               |               |               |               |            |            |        |        |      |
| Männer               |                  |               |               |               |               |            |            |        |        |      |
| Bao Lin              | Sprint klassisch |               |               |               |               |            |            |        |        |      |
| Ciren Zhandui        | Sprint klassisch |               |               |               |               |            |            |        |        |      |
| Li Minglin           | Sprint klassisch |               |               |               |               |            |            |        |        |      |
| Wang Qiang           | Sprint klassisch |               |               |               |               |            |            |        |        |      |

### Snowboard
| Athleten      | Wettbewerbe | Qualifikation | Qualifikation | Finale | Finale | Rang   |
| Athleten      | Wettbewerbe | Punkte        | Rang          | Punkte | Rang   | Rang   |
| ------------- | ----------- | ------------- | ------------- | ------ | ------ | ------ |
| Frauen        |             |               |               |        |        |        |
| Xiong Shirui  | Slopestyle  | —             | —             | 95,25  | 1      | Gold   |
| Xiong Shirui  | Big Air     |               |               |        |        |        |
| Zhang Xiaonan | Slopestyle  | —             | —             | 75,24  | 2      | Silber |
| Zhang Xiaonan | Big Air     |               |               |        |        |        |
| Cai Xuetong   | Halfpipe    |               |               |        |        |        |
| Liu Yibo      | Halfpipe    |               |               |        |        |        |
| Wu Shaotong   | Halfpipe    |               |               |        |        |        |
| Yang Lu       | Halfpipe    |               |               |        |        |        |
| Männer        |             |               |               |        |        |        |
| Ge Chunyu     | Slopestyle  | 57,00         | 6             | 59,00  | 7      | 7      |
| Ge Chunyu     | Big Air     |               |               |        |        |        |
| Jiang Xinjie  | Slopestyle  | 77,25         | 3             | 70,50  | 4      | 4      |
| Jiang Xinjie  | Big Air     |               |               |        |        |        |
| Liu Haoyu     | Slopestyle  | 37,75         | 8             | 76,00  | 2      | Silber |
| Liu Haoyu     | Big Air     |               |               |        |        |        |
| Yang Wenlong  | Slopestyle  | 93,25         | 1             | 67,25  | 6      | 6      |
| Yang Wenlong  | Big Air     |               |               |        |        |        |
| Gu Ao         | Halfpipe    |               |               |        |        |        |
| Wang Ziyang   | Halfpipe    |               |               |        |        |        |